# Ola (Fluss)
Die Ola (russisch О́ла) ist ein 166 km langer Zufluss des Ochotskischen Meeres in der Oblast Magadan im Fernen Osten Russlands.

## Flusslauf
Die Ola entspringt auf dem Olaplateau, 30 km südwestlich der Siedlung Atka. Von dort fließt sie anfangs 70 km in südsüdöstliche Richtung. Bei Flusskilometer 125 überquert die Fernstraße R504, die so genannte Kolymatrasse, den Fluss. Auf den unteren 90 km wendet sich die Ola in Richtung Südsüdwest. Die Siedlung Kljopka (Клёпка) befindet sich bei Flusskilometer 34 am rechten Flussufer. Die Lankowaja mündet bei Flusskilometer 22 von Osten kommend in die Ola. Diese wendet sich im Anschluss 5 km nach Westen, bevor sie nach Süden schwenkt. Die Ola mündet schließlich in die Tauibucht an der Nordküste des Ochotskischen Meeres. Die Flussmündung liegt 26 km östlich der Oblasthauptstadt Magadan. Am linken Ufer der Ola unmittelbar oberhalb der Mündung liegt Ola, eine Siedlung städtischen Typs. Dort überquert auch eine Straßenbrücke den Fluss. Die Ola ist fast auf ihrer gesamten Flusslänge verflochten, das heißt, sie fließt in einem breiten kiesgefüllten Flussbett und bildet mehrere Flusskanäle aus.

## Hydrologie
Das Einzugsgebiet der Ola umfasst eine Fläche von 8570 km². Der Fluss ist gewöhnlich zwischen Ende Oktober und Mitte Mai eisbedeckt.

## Fischfauna
Verschiedene Lachsfische wie Buckellachs, Ketalachs, Silberlachs, Salvelinus malma und Japan-Saibling (Salvelinus leucomaenis) sowie Äschen nutzen den Fluss zum Laichen.